# Der Turm (Liedersammlung)
Der Turm ist eine erstmals in den Jahren 1952 bis 1966 im Voggenreiter Verlag erschienene, ursprünglich elfteilige Liedersammlung für das gemeinsame Singen in Jungengruppen. Sie war das maßgebliche Liederbuch in der westdeutschen Jugendbewegung der 1950er und 1960er Jahre.

## Geschichte
Nach den verheerenden Erfahrungen der Zeit des Nationalsozialismus, in der einerseits die Bündische Jugend, Pfadfinder und konfessionelle Jugendbünde unterdrückt und verboten wurden, andererseits Elemente ihrer Jugendkultur, Formen ihres Gemeinschaftslebens und große Teile ihres Liedguts von Jungvolk und Hitlerjugend übernommen und zur politischen Indoktrination und Militarisierung der Jugend missbraucht wurden, standen die Jugendgruppen, die sich nach dem Ende des Zweiten Weltkriegs wieder zu sammeln begannen, unter anderem vor dem Problem, vom Nationalsozialismus unbelastetes traditionelles, aber auch neues Liedgut für das gemeinsame Singen zu finden, das im Leben der Gruppen von zentraler Bedeutung war.
1951 trat der in der bündischen Jugend aktive Student Konrad Schilling mit dem Projekt eines neuen Liederbuchs für Jungen an den damaligen Heinrich Voggenreiter Verlag heran. Die von ihm unter Mitarbeit des später im Voggenreiter Verlag tätigen Helmut König (seit 1962 Mitherausgeber) herausgegebene Liedersammlung begann 1952 zu erscheinen, zunächst in Form einzelner Hefte, die später zu Gesamtausgaben zusammengefasst wurden. Eine gestalterische Besonderheit war, dass die Druckvorlagen von dem Grafiker Hannes Jähn komplett in Frakturschrift (Quellenangaben und Anmerkungen in Grotesk) handgeschrieben waren. Alle Lieder sind mit Noten versehen; Akkordbezeichnungen wurden nur bei den Liedern hinzugefügt, bei denen die Herausgeber das für sinnvoll hielten.
Insbesondere der erste Band des Turm (Turm A) war ein großer verlegerischer Erfolg und erschien bis in die 1970er Jahre hinein in immer neuen Auflagen. Erst die jugendkulturellen Umwälzungen im Zuge der 68er-Bewegung beendeten seine Erfolgsgeschichte. Die 12. Auflage von 1972/1974 blieb die letzte; in den 1990er Jahren verschwand der Turm aus dem Verlagsprogramm. In den verbliebenen Pfadfinder- und freien Jugendgruppen zählt er aber immer noch zu den Standardliederbüchern.

## Inhalt
Zum einen schließt Der Turm sich bewusst an die Tradition der Bündischen Jugend an; der erste Teil enthält Lieder aus den Jugendbünden und im Nachwort einen knappen historischen Überblick über die Entstehung und Entwicklung der Bünde. Zum anderen geht es um eine Erneuerung und Erweiterung des Liedguts, sowohl thematisch als auch über die deutschen Grenzen hinaus. Der zweite Teil enthält Piraten- und Seemannslieder, Shanties und Abendlieder, Teil 3 ausschließlich Lieder aus fremden Sprachen, teils in der Originalsprache, teils in deutschen Nachdichtungen. In Teil 4 sind es Wander-, Fahrten- und Landstreicherlieder, Lieder aus Bertolt Brechts Hauspostille, Volkslieder, Balladen und Kanons, während Teil 5 humoristischen Lieder vorbehalten ist.
Von den Teilen 6 bis 11, die im „Turm B“ zusammengefasst wurden, enthält Teil 6–8 ausschließlich und Teil 9 überwiegend internationales Liedgut in der Originalsprache und in deutscher Übersetzung, während die Teile 10 und 11 inhaltlich den „Turm A“ ergänzen. 

## Ausgaben
Sämtliche Ausgaben erschienen im Voggenreiter Verlag, Bad Godesberg.

### Einzelausgaben
- Teil 1 (Lied 1–81b; Abschnitte: Ihr lieben Kameraden, Wer war es, der den Lorbeer brach, Der Dorn ist schwarz geworden). 1952, 2. verbesserte Auflage 1955, 3. verbesserte Auflage 1957, 4. Auflage 1960
- Teil 2 (Lied 82–182; Abschnitte: Haut euch schwer und rauft euch sehr, Wiegende Welle auf wogender See, Und wir kauern wieder um die heiße Glut). 1953, 2. verbesserte Auflage 1955, 3. verbesserte Auflage 1957, 4. Auflage 1960 (Umschlagtitel: Lieder der Jungen)
- Teil 3 (Lied 183–279; Abschnitte: Geflochtene Schuhe zum Traben, Die Steppe zittert, Kommt auf den Pfad des Gesanges). 1953, 2. verbesserte Auflage 1955, 3. verbesserte Auflage 1957, 4. Auflage 1960
- Teil 4 (Lied 280–369; Abschnitte: Der helle Tag ist aufgewacht, Die Straße ist wie ein graues Band, Unser Fahren wird kein Ende haben, Da sungen sie die liebe lange Nacht). 1955, 2. Auflage 1955, 3. verbesserte Auflage 1957, 4. erweiterte und verbesserte Auflage 1960
- Teil 5 (Lied 370–420; Abschnitt: Hoch vom Galgen wimmerts). 1954, 2. Auflage 1956, 3. Auflage 1957, 4. erweiterte und verbesserte Auflage 1960
- Teil 6 (Lied 501–614; Abschnitte: Russisch, Ukrainisch, Lettisch, Litauisch, Jiddisch, Israelisch, Polnisch, Tschechisch, Slowakisch). 1962
- Teil 7 (Lied 615–713; Abschnitte: Finnisch, Magyarisch, Serbokoatisch, Bulgarisch, Neugriechisch, Türkisch, Rumänisch, Italienisch, Portugiesisch, Spanisch, Französisch). 1964
- Teil 8 (Lied 714–814; Abschnitte: Niederländisch, Dänisch, Isländisch, Norwegisch, Schwedisch, Englisch, Baskisch).1965
- Teil 9 (Lied 815–900; Abschnitte: Spirituals, Orthodoxe Liturgie, Chöre der Kosaken, Die Alten Meister, Neue Chöre). 1966
- Teil 10 (Lied 901–1051; Abschnitt: Lieder der Jungen). 1962, 2. stark erweiterte und verbesserte Auflage 1966
- Teil 11 (Lied 1052–1104; Abschnitte: Songs, Moritaten, Schnulzen, Sauflieder, Nonsens). 1963

### Gesamtausgaben
- Der Turm. Gesamtausgabe. 453 Lieder für Jungen. Herausgegeben von Konrad Schilling unter Mitarbeit von Helmut König sowie Dieter Dorn und Hans Schwark. Geschrieben und gestaltet von Hannes Jähn. 1956 (2. verbesserte Auflage 1957, 3. verbesserte Auflage 1958, 4. erweiterte und verbesserte Auflage 1960, 5. Auflage 1962, 12. Auflage 1972) (in späteren Auflagen mit Umschlagtitel: Der Turm A. Lieder der Söldner, Seeleute und Piraten, Shanties, Lieder aus aller Welt, Alte und neue Chöre, Galgenlieder)  [= Der Turm A, enthält Teil 1–5]
- Der Turm. Gesamtausgabe der Bände VI–XI. 609 Lieder für Jungen. Herausgegeben von Konrad Schilling und Helmut König sowie Herbert Hoss unter Mitarbeit von Josef Gregor, Horst Zeller, Johannes Krautkrämer, Christiane Schaack, Alexej Stachowitsch; handgeschrieben von Hannelore Apitz, Dotschka Meteorowa, Karl Schneider-Grothaus. 1966 (Umschlagtitel: Der Turm B. Folklore aus allen Ländern) [= Der Turm B, enthält Teil 6–11]
- Der schräge Turm. Herausgegeben von Konrad Schilling und Helmut König sowie Herbert Hoss unter Mitarbeit von Horst Zeller. Illustrationen von Hannes Jähn, handgeschrieben von Dočka Meteorowa und Hannelore Apitz. 1966 (Lied 1–262; Abschnitte: Chansons/Songs, Songs für harte Männer, Protest!! Protest!!, Kundenlieder/Sauflieder, Moritaten, Schnulzen, Nonsens)